# Marek Kucharski
Marek Kucharski (ur. 8 września 1947 w Zgorzelcu) – polski inżynier łączności i polityk, w 1989 minister-członek Rady Ministrów, w latach 1989–1990 minister łączności.

## Życiorys
Od 1983 związany ze Stronnictwem Demokratycznym. Sprawował mandat radnego Dzielnicowej Rady Narodowej Łódź–Śródmieście (1984–1989). Od 1985 do 1989 był zastępcą dyrektora Okręgu Pocztowo-Telekomunikacyjnego w Łodzi.
W okresie od 12 września 1989 do 20 grudnia 1989 pełnił funkcję ministra-członka Rady Ministrów ds. organizacji resortu łączności (zlikwidowanego w 1987), a następnie do 14 września 1990 zajmował stanowisko ministra łączności w gabinecie Tadeusza Mazowieckiego. Po odejściu z rządu założył własną firmę działającą na rynku telekomunikacyjnym. Później został prezesem zarządu fundacji zarządzającej należącymi do SD nieruchomościami.
Od 2001 do 2013 pełnił funkcję sekretarza generalnego SD. 20 kwietnia 2013 został wiceprzewodniczącym partii.